# Império do Divino Espírito Santo das Sete Cidades (Madalena do Pico)

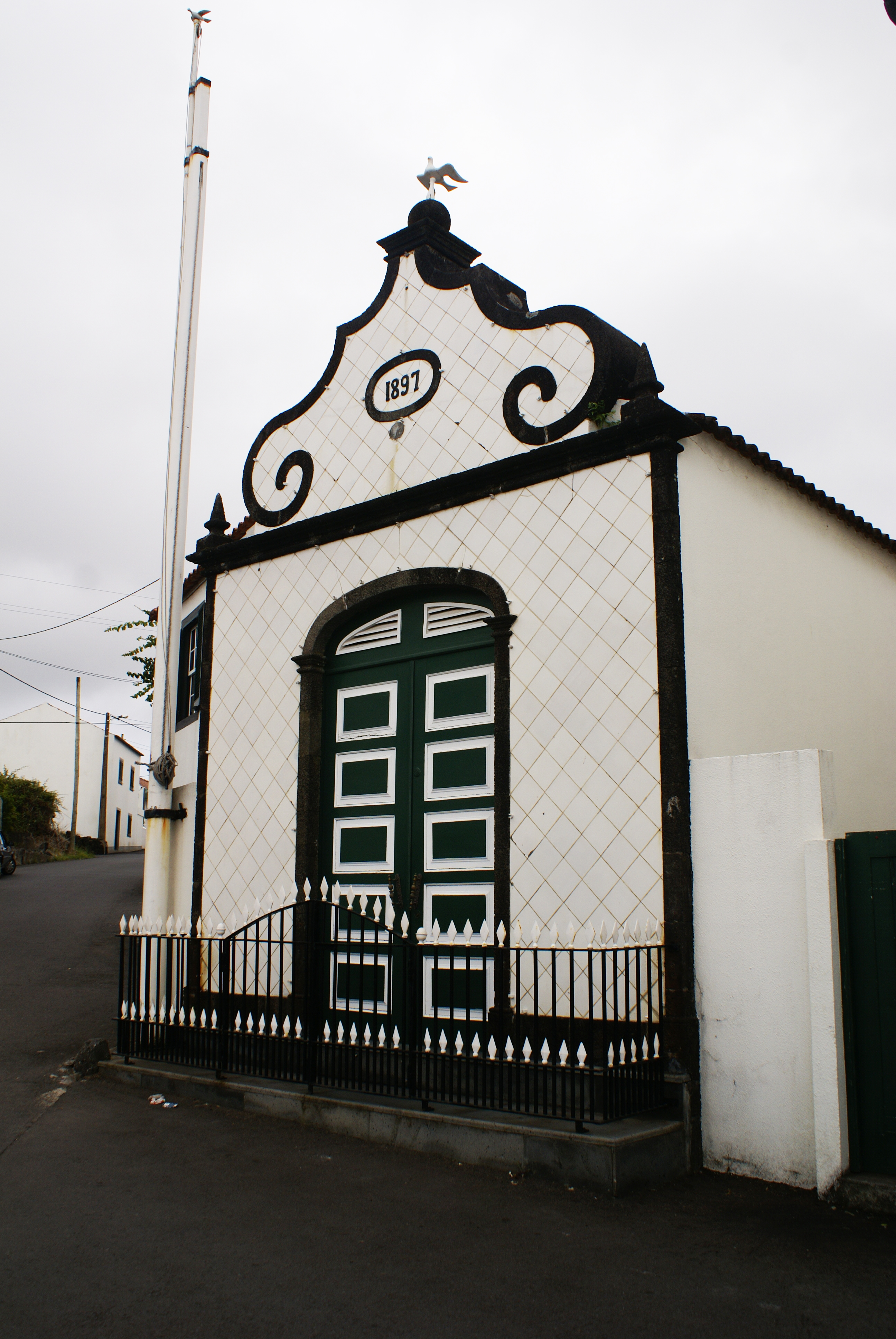
Império do Espírito Santo das Sete Cidades.

O Império do Divino Espírito Santo das Sete Cidades é um Império do Espírito Santo português que se localiza no lugar das Sete Cidades, freguesia da Madalena, concelho da Madalena do Pico, ilha do Pico, arquipélago dos Açores. A data de construção deste império do Divino recua ao século XIX, mais precisamente ao ano de 1897.